# Copa BBVA Colsanitas 2011 - Qualificazioni singolare
Le qualificazioni del singolare della Copa BBVA Colsanitas 2011 sono state un torneo di tennis preliminare per accedere alla fase finale della manifestazione. I vincitori dell'ultimo turno sono entrati di diritto nel tabellone principale. In caso di ritiro di uno o più giocatori aventi diritto a questi sono subentrati i lucky loser, ossia i giocatori che hanno perso nell'ultimo turno ma che avevano una classifica più alta rispetto agli altri partecipanti che avevano comunque perso nel turno finale.

## Giocatrici

### Teste di serie
1. Corinna Dentoni (qualificata)
2. Julia Cohen (primo turno)
3. Kathrin Wörle (primo turno)
4. Eléni Daniilídou (secondo turno)

1. Ekaterina Ivanova (primo turno)
2. Arina Rodionova (primo turno)
3. Irina-Camelia Begu (ritirata perché ha giocato all'ITF di Cali)
4. Beatriz García Vidagany (qualificata)

### Qualificate
1. Corinna Dentoni
2. Bianca Botto

1. Beatriz García Vidagany
2. Sharon Fichman

## Tabellone qualificazioni

### 1ª sezione
|  | Primo turno | Primo turno             | Primo turno        | Primo turno | Primo turno |  |  | Secondo turno | Secondo turno           | Secondo turno           | Secondo turno | Secondo turno |   |   | Ultimo turno | Ultimo turno    | Ultimo turno | Ultimo turno | Ultimo turno |  |
|  |             |                         |                    |             |             |  |  |               |                         |                         |               |               |   |   |              |                 |              |              |              |  |
|  | 1           | Corinna Dentoni         | Corinna Dentoni    | 6           | 6           |  |  |               |                         |                         |               |               |   |   |              |                 |              |              |              |  |
|  |             | Valerija Solov'ëva      | Valerija Solov'ëva | 4           | 2           |  |  | 1             | Corinna Dentoni         | 4                       | 7             | 6             |   |   |              |                 |              |              |              |  |
|  |             | Paula Ormaechea         | Paula Ormaechea    | 6           | 6           |  |  |               | Paula Ormaechea         | 6                       | 6(1)          | 2             |   |   |              |                 |              |              |              |  |
|  |             | Stephanie Vogt          | Stephanie Vogt     | 4           | 1           |  |  |               |                         |                         |               |               |   |   | 1            | Corinna Dentoni | 4            | 7            | 6            |  |
|  |             | Elena Bogdan            | Elena Bogdan       | 6           | 6           |  |  |               |                         |                         | Elena Bogdan  | 6             | 5 | 2 |              |                 |              |              |              |  |
|  |             | Ana-Clara Duarte        | Ana-Clara Duarte   | 4           | 3           |  |  |               | Elena Bogdan            | Elena Bogdan            | 6             | 6             |   |   |              |                 |              |              |              |  |
|  |             | María-Teresa Torró-Flor | 6                  | 5           | 6           |  |  |               | María-Teresa Torró-Flor | María-Teresa Torró-Flor | 3             | 2             |   |   |              |                 |              |              |              |  |
|  | 6           | Arina Rodionova         | 3                  | 7           | 4           |  |  |               |                         |                         |               |               |   |   |              |                 |              |              |              |  |

### 2ª sezione
|  | Primo turno | Primo turno           | Primo turno           | Primo turno | Primo turno |  |  | Secondo turno | Secondo turno    | Secondo turno  | Secondo turno | Secondo turno |   |   | Ultimo turno | Ultimo turno  | Ultimo turno | Ultimo turno | Ultimo turno |  |
|  |             |                       |                       |             |             |  |  |               |                  |                |               |               |   |   |              |               |              |              |              |  |
|  | 2           | Julia Cohen           | 6                     | 1           | 3           |  |  |               |                  |                |               |               |   |   |              |               |              |              |              |  |
|  |             | Andreja Klepač        | 3                     | 6           | 6           |  |  |               | Andreja Klepač   | Andreja Klepač | 4             | 4             |   |   |              |               |              |              |              |  |
|  | WC          | Angélica María Torres | Angélica María Torres | 1           | 0           |  |  |               | Julia Glushko    | Julia Glushko  | 6             | 6             |   |   |              |               |              |              |              |  |
|  |             | Julia Glushko         | Julia Glushko         | 6           | 6           |  |  |               |                  |                |               |               |   |   |              | Julia Glushko | 64           | 6            | 3            |  |
|  |             | Alexandra Cadanțu     | 0                     | 6           | 63          |  |  |               |                  |                | Bianca Botto  | 7             | 2 | 6 |              |               |              |              |              |  |
|  |             | Ljudmyla Kičenok      | 6                     | 2           | 7           |  |  |               | Ljudmyla Kičenok | 1              | 6             | 65            |   |   |              |               |              |              |              |  |
|  |             | Bianca Botto          | Bianca Botto          | 7           | 7           |  |  |               | Bianca Botto     | 6              | 3             | 7             |   |   |              |               |              |              |              |  |
|  | 5           | Ekaterina Ivanova     | Ekaterina Ivanova     | 5           | 5           |  |  |               |                  |                |               |               |   |   |              |               |              |              |              |  |

### 3ª sezione
|  | Primo turno | Primo turno             | Primo turno             | Primo turno | Primo turno |  |  | Secondo turno | Secondo turno           | Secondo turno    | Secondo turno           | Secondo turno           |   |   | Ultimo turno | Ultimo turno    | Ultimo turno    | Ultimo turno | Ultimo turno |  |
|  |             |                         |                         |             |             |  |  |               |                         |                  |                         |                         |   |   |              |                 |                 |              |              |  |
|  | 3           | Kathrin Wörle           | 4                       | 7           | 3           |  |  |               |                         |                  |                         |                         |   |   |              |                 |                 |              |              |  |
|  | WC          | Yuliana Lizarazo        | 6                       | 5           | 6           |  |  | WC            | Yuliana Lizarazo        | Yuliana Lizarazo | 65                      | 4                       |   |   |              |                 |                 |              |              |  |
|  |             | Mădălina Gojnea         | 3                       | 6           | 6           |  |  |               | Mădălina Gojnea         | Mădălina Gojnea  | 7                       | 6                       |   |   |              |                 |                 |              |              |  |
|  |             | Eva Fernández-Brugues   | 6                       | 3           | 4           |  |  |               |                         |                  |                         |                         |   |   |              | Mădălina Gojnea | Mădălina Gojnea | 4            | 2            |  |
|  |             | Ioana Raluca Olaru      | Ioana Raluca Olaru      | 6           | 7           |  |  |               |                         | 8                | Beatriz García Vidagany | Beatriz García Vidagany | 6 | 6 |              |                 |                 |              |              |  |
|  |             | Heidi El Tabakh         | Heidi El Tabakh         | 4           | 6           |  |  |               | Ioana Raluca Olaru      | 4                | 6                       | 3                       |   |   |              |                 |                 |              |              |  |
|  | WC          | Alexandra Moreno-Kaste  | Alexandra Moreno-Kaste  | 0           | 3           |  |  | 8             | Beatriz García Vidagany | 6                | 4                       | 6                       |   |   |              |                 |                 |              |              |  |
|  | 8           | Beatriz García Vidagany | Beatriz García Vidagany | 6           | 6           |  |  |               |                         |                  |                         |                         |   |   |              |                 |                 |              |              |  |

### 4ª sezione
|  | Primo turno | Primo turno            | Primo turno            | Primo turno | Primo turno |  |  | Secondo turno | Secondo turno      | Secondo turno      | Secondo turno  | Secondo turno |   |   | Ultimo turno | Ultimo turno   | Ultimo turno | Ultimo turno | Ultimo turno |  |
|  |             |                        |                        |             |             |  |  |               |                    |                    |                |               |   |   |              |                |              |              |              |  |
|  | 4           | Eléni Daniilídou       | Eléni Daniilídou       | 6           | 6           |  |  |               |                    |                    |                |               |   |   |              |                |              |              |              |  |
|  |             | Lindsay Lee-Waters     | Lindsay Lee-Waters     | 3           | 1           |  |  | 4             | Eléni Daniilídou   | Eléni Daniilídou   | 65             | 4             |   |   |              |                |              |              |              |  |
|  | WC          | K E Castiblanco Duarte | K E Castiblanco Duarte | 2           | 0           |  |  |               | María Irigoyen     | María Irigoyen     | 7              | 6             |   |   |              |                |              |              |              |  |
|  |             | María Irigoyen         | María Irigoyen         | 6           | 6           |  |  |               |                    |                    |                |               |   |   |              | María Irigoyen | 6            | 6            | 64           |  |
|  |             | Laura Siegemund        | Laura Siegemund        | 3           | 1           |  |  |               |                    |                    | Sharon Fichman | 7             | 2 | 7 |              |                |              |              |              |  |
|  |             | Florencia Molinero     | Florencia Molinero     | 6           | 6           |  |  |               | Florencia Molinero | Florencia Molinero | 2              | 1             |   |   |              |                |              |              |              |  |
|  |             | Sharon Fichman         | Sharon Fichman         | 6           | 6           |  |  |               | Sharon Fichman     | Sharon Fichman     | 6              | 6             |   |   |              |                |              |              |              |  |
|  | ALT         | Maria Fernanda Alves   | Maria Fernanda Alves   | 1           | 1           |  |  |               |                    |                    |                |               |   |   |              |                |              |              |              |  |